# 2009 en Équateur
Cet article présente les faits marquants de l'année 2009 en Équateur.

## Évènements

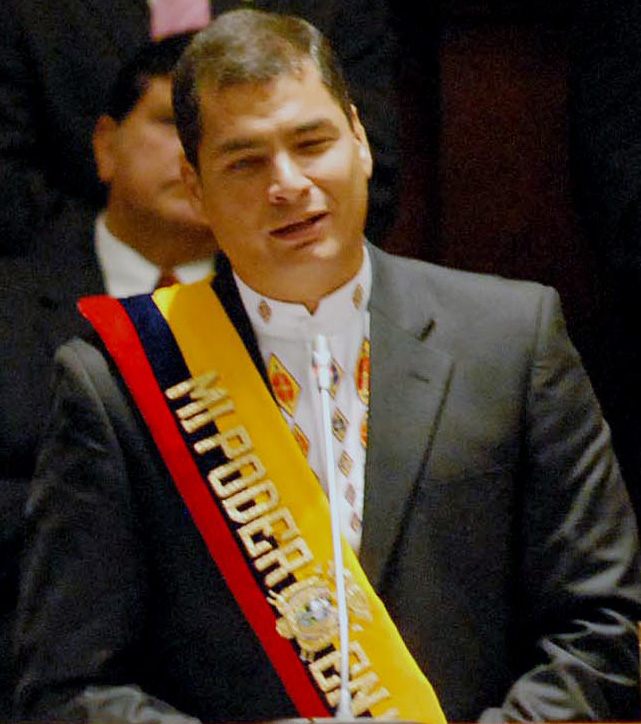
Rafael Correa (janvier 2007)

- Dimanche 18 janvier 2009 : Le président Rafael Correa annonce, lors de son allocation télévisée hebdomadaire, avoir engagé la banque d'affaires franco-américaine Lazard pour conseiller le gouvernement équatorien dans sa tentative de renégociation d'une partie de sa dette bancaire internationale. Mi-décembre 2008, un moratoire a été déclaré pour des bons à échéance 2012 d'une valeur de 510 millions de dollars et à échéance 2030 pour un montant de 2,7 milliards de dollars. L'Équateur a l'intention de proposer le rachat de ces dettes, mais à une valeur bien inférieure à l'originale, estimant qu'elles avaient été « surévaluées », lors de la dernière négociation, au début des années 2000, d'où leur « illégitimité »[1].

- Samedi 21 février 2009 : Le président Rafael Correa accuse ses adversaires politiques d'avoir un plan pour l'accuser d'implication dans le trafic de drogue et favoriser un coup d'État avant les élections générales du 26 avril, lors desquelles il veut obtenir un nouveau mandat.

- Vendredi 20 mars 2009 : Un avion militaire de type Beechcraft s'est écrasé sur un immeuble d'un complexe résidentiel au nord de Quito, alors qu'il se dirigeait vers l'aéroport de la capitale. Le crash a causé la mort de ses trois membres d'équipage et de trois civils au sol; il a fait aussi deux blessés.

- Vendredi 15 mai 2009 : Premier cas de grippe H1N1 détecté sur un enfant de 11 ans arrivé il y a quelques jours de Miami (États-Unis) et scolarisé dans un collège de Guayaquil (sud).

- Samedi 18 juillet 2009 : Selon une vidéo saisie sur une combattante de la guérilla, la guérilla colombienne des Farc aurait contribué au financement de la campagne présidentielle du chef de l’État équatorien Rafael Correa en 2006.

- Dimanche 19 juillet 2009 : Le nombre de morts liées à la grippe A(H1N1) est de 7 pour 307 cas avérés.